# Sinoxylon rufobasale
Sinoxylon rufobasale är en skalbaggsart som beskrevs av Leon Fairmaire 1888. Sinoxylon rufobasale ingår i släktet Sinoxylon och familjen kapuschongbaggar. Inga underarter finns listade i Catalogue of Life.